# Mantas Knystautas
Mantas Knystautas (Klaipėda, 20 de mayo de 1994) es un deportista lituano que compite en lucha grecorromana. Ganó una medalla de bronce en el Campeonato Mundial de Lucha de 2022, en la categoría de 130 kg.

## Palmarés internacional
| Campeonato Mundial | Campeonato Mundial | Campeonato Mundial | Campeonato Mundial |
| Año                | Lugar              | Medalla            | Categoría          |
| ------------------ | ------------------ | ------------------ | ------------------ |
| 2022               | Belgrado (Serbia)  | Medalla de bronce  | 130 kg             |